# Qu Qiubai

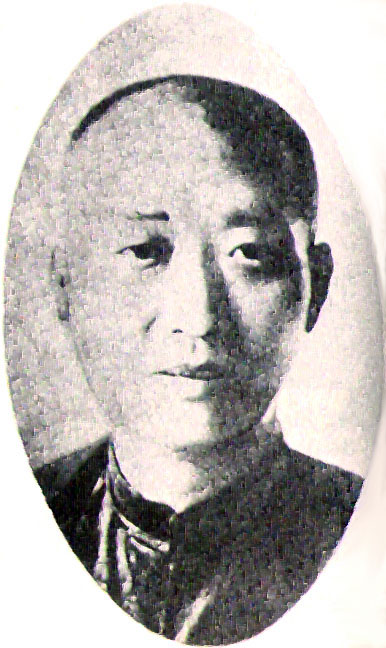
Qu Qiubai

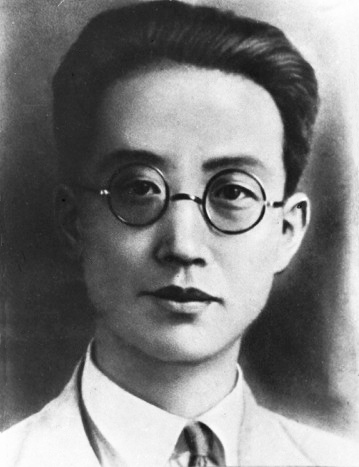
Qu Qiubai

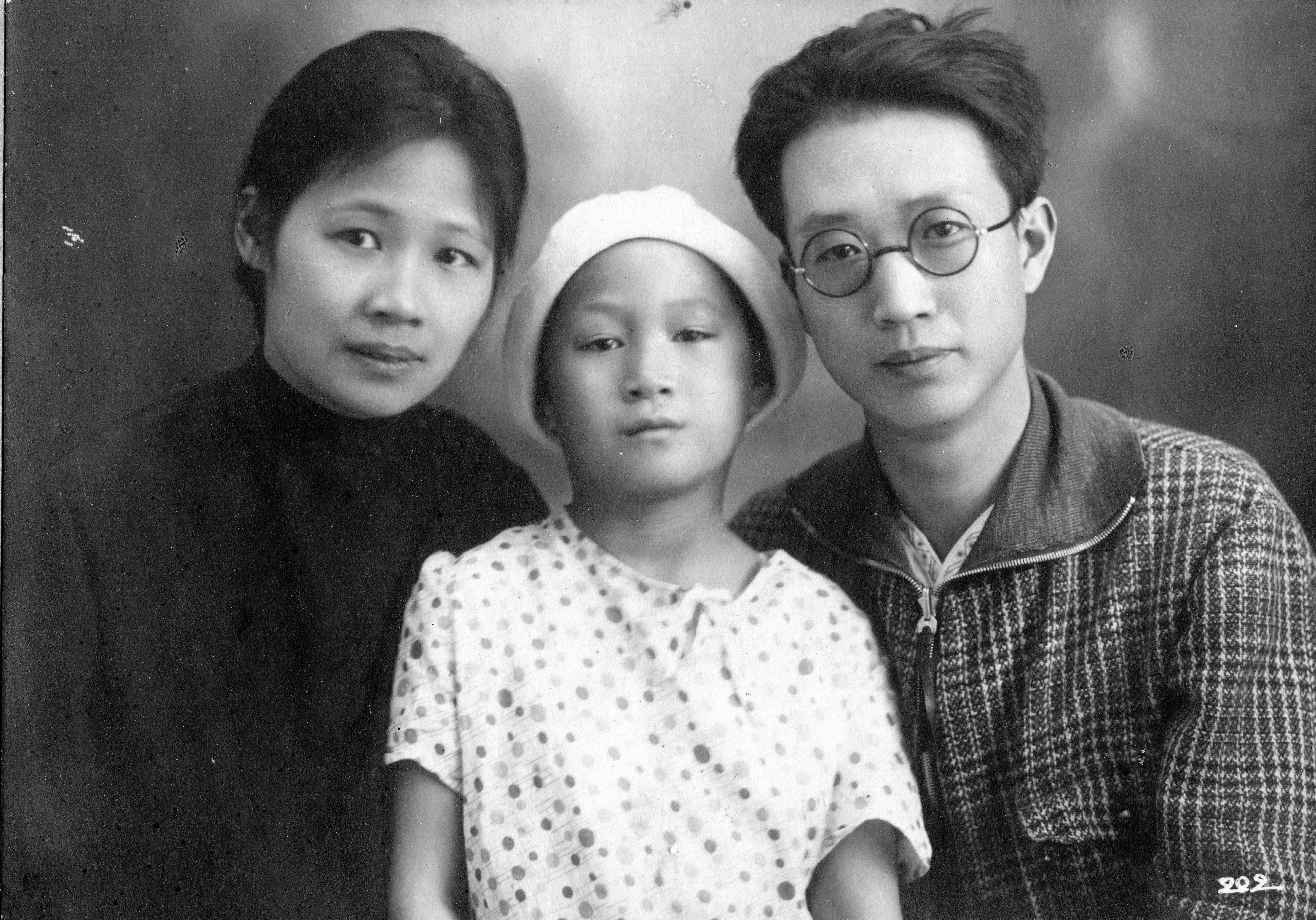
Qu Qiubai mit seiner Frau Yang Zhihua und seiner Tochter Qu Duyi 1929 in Moskau

Qu Qiubai (chinesisch 瞿秋白, Pinyin Qū Qiūbái, Jyutping Keoi4 Cau1baak6; * 29. Januar 1899 in Changzhou Provinz Jiangsu; † 18. Juni 1935 in Changting Provinz Fujian) war ein chinesischer Politiker in der Frühzeit der Kommunistischen Partei Chinas.

## Biografie
1922 war Qu Delegierter zum Ersten Kongress der kommunistischen und revolutionären Organisationen des Fernen Ostens, der in Moskau stattfand. Nach dem Ende der Ersten Einheitsfront 1927 wurde Qu als Nachfolger Chen Duxius Generalsekretär der KPCh, aber wegen spektakulärer Misserfolge (u. a. Aufstand von Kanton im Dezember 1927) bereits nach einem Jahr von Xiang Zhongfa abgelöst. Er gewann darüber hinaus Anerkennung als Schriftsteller und Journalist und war mit Lu Xun befreundet. Ab 1934 nahm er auf Einladung Mao Zedongs an Erziehungskampagnen im Jiangxi-Sowjet teil. Schwer an Tuberkulose erkrankt, wurde er zu Beginn des Langen Marsches zurückgelassen und 1935 von der Guomindang verhaftet und erschossen. Insbesondere während der Kulturrevolution als „Abweichler“ gewertet, wurde er 1980 vom Zentralkomitee rehabilitiert.

## Rezeption
Der Schriftsteller Li Er griff das Schicksal Qus 2002 in seinem Roman Coloratura (deutsch Koloratur, 2009) auf.